# Diecéze Archis
Diecéze Archis je potlačená titulární diecéze římskokatolické církve.
Toto biskupské sídlo bylo součástí Konstantinopolského patriarchátu. Nacházelo se v regionu Pisidia v dnešním Turecku.
Jako titulární sídlo byla založena v 19. století a potlačena na konci stejného století.

## Seznam titulárních biskupů
- 1861 – 1875 Francisco de Sales Crespo y Bautista
- 1877 – 1891 Pierre-Marie Le Berre, C.S.Sp.